# Ermenegildo Zegna
Ermenegildo Zegna, italienskt uttal: [ermeneˈdʒildо dˈdzeɲɲa], född 30 september 1955, ofta känd och kallad Gildo Zegna, är en italiensk entreprenör och chef. Han är ordförande och VD för Ermenegildo Zegna Group.

## Biografi
Gildo är barnbarn till Ermenegildo Zegna, som grundade familjeföretaget Zegna 1910. Gildo Zegna föddes i Turin 1955.  Hans far Angelo, som hade drivit verksamheten sedan mitten av 1960-talet tillsammans med sin bror Aldo, var företagets hedersordförande fram till sin död 2021. 
Gildo Zegna tog examen i nationalekonomi från University of London 1978. 1981 gick han ett chefsprogram vid Harvard Business School.
Gildo Zegna gick in i familjeföretaget 1982 och skötte distributionen av Zegnas produkter i USA och Kanada som VD för Ermenegildo Zegna Corporation.
Från 1986 till 1989 var han VD för Italco SA och övervakade distributionen av Zegnas produkter i Spanien.
Gildo Zegna har varit styrelseledamot i Ermenegildo Zegna Group sedan 1989, och blev verkställande direktör 1997. Tillsammans med sin kusin Paolo Zegna, har märket genomfört en strategi för fullständig vertikalisering och varumärkesförlängning. Zegna Group tog över den exklusiva textiltillverkaren Bonotto 2016, den historiska hattmakaren Cappellificio Cervo och det amerikanska märket Thom Browne 2018, den italienska tillverkaren av högkvalitativa jerseytyger Dondi 2019, tygtillverkarna Tessitura Ubertino och Tessitura Biagioli Modesto 2021.
Förutom att driva Zegna Group är Gildo Zegna även styrelseordförande för Thom Browne Inc. och styrelseledamot i Tom Ford International. Han är också ordförande för Filati Biagioli Modesto. Han var styrelseledamot i Fiat Chrysler Automobiles NV från 2014 till 2018.